# الحركة النيجيرية للتجديد الديمقراطي
الحركة النيجيرية للتجديد الديمقراطي (بالفرنسية: Mouvement Nigérien pour le Renouveau Démocratique)‏ هو حزب سياسي في النيجر.

## التاريخ
تم إنشاء الحزب في عام 2009. لم يخض الانتخابات العامة لعام 2011، لكنه رشح ماهامان عثمان كمرشح رئاسي في الانتخابات العامة لعام 2016، لكنه فشل في التقدم إلى الجولة الثانية. وقد تنافس على الجمعية الوطنية بالتحالف مع حزب الاشتراكية والديمقراطية في النيجر، وفازت القائمة المشتركة بستة مقاعد.